# Rohru
Rohru è una suddivisione dell'India, classificata come nagar panchayat, di 6.606 abitanti, situata nel distretto di Shimla, nello stato federato dell'Himachal Pradesh. In base al numero di abitanti la città rientra nella classe V (da 5.000 a 9.999 persone).

## Geografia fisica
La città è situata a 31° 13' 0 N e 77° 45' 0 E e ha un'altitudine di 1.693 m s.l.m..

## Società

### Evoluzione demografica
Al censimento del 2001 la popolazione di Rohru assommava a 6.606 persone, delle quali 3.868 maschi e 2.738 femmine. I bambini di età inferiore o uguale ai sei anni assommavano a 838, dei quali 470 maschi e 368 femmine. Infine, coloro che erano in grado di saper almeno leggere e scrivere erano 5.026, dei quali 3.082 maschi e 1.944 femmine.